# Ramsjöstenens mästare (Björklinge)
Ramsjöstenens mästare är ett anonymnamn på en runristare verksam omkring mitten av första årtusendet.
Ramsjöstenens mästaren utförde den nu försvunna runstenen vid Ramsjö by i Björklinge socken. Stenen avbildades av Johan Leitz 1680 och bilden återutgavs i runverket Bautil 1750. Av den bevarade teckningen framgår det att ristningen framställer en ryttare omgiven av tre olika djur och under bilscenen finns ett vågrätt spiralavslutat streck Hur innehållet på stenen skall tolkas är ovisst men man antar att det var en minnessten över en avliden person. Stenen påminner i vissa drag om Möjbrostenen som finns i Hagby socken.